# سلطان فهغ
سلطان فهغ أو سلطان باهانغ (بالإنجليزية: Sultan of Pahang)‏ هو لقب للرئيس الدستوري لولاية فهغ في ماليزيا. السلطان الحالي هو السلطان أحمد شاه. وهو رئيس الولاية المسلمة ومصدر كل الألقاب والتكريمات في الدولة.

## قائمة الحكام

### بيت ملقا

#### سلاطين فهغ
1. 1470-1475: محمد شاه
2. 1475-1497: أحمد شاه
3. 1497-1512: عبد الجميل شاه ملك بالاشتراك مع منصور شاه الأول
4. 1497-1519: منصور شاه الأول ملك بالاشتراك مع عبد الجميل شاه
5. 1519-1530: محمود شاه
6. 1530-1540: مظفر شاه
7. 1540-1555: زين العابدين شاه
8. 1555-1560: منصور شاه الثاني
9. 1560-1575: عبد الجمال شاه
10. 1575-1590: عبد القادر علاء الدين شاه
11. 1590-1592: أحمد شاه الثاني
12. 1592-1614: عبد الغفور محي الدين شاه
13. 1614-1615: علاء الدين رعاية شاه
14. 1615-1617: عبد الجليل شاه الثالث المرة الأولى
15. 1617-1623: حكومة مؤقتة

#### سلطان جوهر-فهغ-رياو-لينقا (إمبراطورية جوهر)
1. 1623-1677: عبد الجليل شاه الثالث
  - 1641-1676: راجا باجو -
2. 1677-1685: إبراهيم شاه
3. 1685-1699: محمود شاه الثاني

### سلالة بندهارا

#### سلطان جوهر-فهغ-رياو-لينقا (إمبراطورية جوهر)
1. 1699-1720: عبد الجليل شاه الرابع (بندهارا تون عبد المجيد)
2. 1722-1760: سليمان بدر العالم شاه
3. 1760-1761: عبد الجليل شاه الخامس
4. 1761-1761: أحمد رعاية شاه
5. 1761-1770: محمود شاه الثالث

#### راجا بندهارافهغ
1. 1770-1802: تون عبد المجيد
2. 1802-1803: تون محمد
3. 1803-1806: تون قرظ
4. 1806-1847: تون علي
5. 1847-1863: تون مطهر
6. 1863-1881: تون أحمد السلطان فيما بعد[2]

#### سلاطين فهغ الحديثة
1. 1881-1914: أحمد المعظم شاه
2. 1914-1917: محمود شاه
3. 1917-1932: عبد الله المعتصم بالله شاه
4. 1932-1974: أبو بكر رعاية الدين شاه
5. 1974–2019: أحمد شاه المستعين بالله
6. 2019- الآن: عبد الله أحمد شاه